# カメラータ・チューリッヒ
カメラータ・チューリッヒ（Camerata Zürich）は、チューリッヒを本拠にするスイスの室内管弦楽団。

## 概要
1957年にレト・チュップを創立指揮者として設立され、チュップは亡くなる年まで、この室内管弦楽団を率いた。古典音楽の有名な曲から知られざる作品、また20世紀以降の作品を織り交ぜたプログラムで演奏会を開き、特にスイスの作曲家の作品の紹介に力を入れる。青少年のための作曲コンクールを開催することもある。
創立以来、知られざる作品の発掘と新作初演という斬新なプログラムにより、スイス音楽界で重要な役割をはたしてきた。スイスの近現代の室内楽作品の演奏を請け負い、60曲ほどの作品が献呈されている。
2002年から2009年までマルク・キソーツィが首席指揮者を務め、2011年よりトーマス・デメンガが芸術監督を務めている。